# Yvonne Elsworth
Yvonne Elsworth   (segle XX) FRS FInstP FRAS és una física irlandesa, professora d'Heliosismologia i professora de Física a l'Escola de Física i Astronomia de la Universitat de Birmingham. Elsworth va ser fins al 2015 també el cap de la Xarxa d'Oscil·lacions Solars de Birmingham (BiSON), la xarxa d'heliosismologia més antiga amb dades que cobreixen més de tres cicles solars.
El 1970, Elsworth es va graduar amb honors a la Universitat de Manchester en Física. El 1976 va obtenir el títol de Doctora en Filosofia per l'Facultat de Física de la Universitat de Manchester.
Els interessos de la investigació d'Elsworth inclouen: heliosismologia, física solar, variabilitat solar, asterosismologia, física estel·lar i variabilitat estel·lar. La seva recerca ha estat finançada pel Science and Technology Facilities Council (STFC).

## Premis i distincions
Elsworth va ser escollida Membre de la Royal Society (FRS) el 2015 pel seu treball sobre heliosismologia. El seu certificat d'elecció diu: 
| « | El treball pioner de la professora Elsworth a l'hora d'establir i mantenir una important investigació científica sobre l'estructura interna del Sol mitjançant dades heliosísmiques de la xarxa autònoma d'observatoris de Birmingham complementades amb dades existents de modes de grau mitjà ha permès una investigació sense precedents sobre el nucli intern del Sol on tenen lloc les reaccions nuclears. Això ha conduït a la conclusió que la deficiència de neutrins solars detectada a la Terra era un problema de física nuclear o física de partícules, no de modelització solar; també va establir que el centre mateix del Sol no gira més ràpidament que la embolcall convectiu, una qüestió de gran preocupació dinàmica. A més, la professora Elsworth ha portat el seu grup a estudiar cicle solar - variacions relacionades amb l'embolcall convectiu del Sol, proporcionant informació estructural important als teòrics que investiguen la dinamo solar. La seva extensió actual als estudis sísmics d'estrelles diferents del Sol ja està contribuint a una transformació en la nostra comprensió de l'evolució estel·lar. | » |

El 2011 va rebre la medalla Payne-Gaposchkin i el premi de l'Institut de Física (IoP) i el 2020 la Medalla d'Or de la Royal Astronomical Society en Geofísica.
Elsworth també és Membre de l'Institut de Física (FInstP) i Membre de la Royal Astronomical Society (FRAS).